# Trapelles
"Trapelles" (títol original en anglès "Rascals") és el setè episodi de la sisena temporada de la sèrie de televisió de ciència-ficció estatunidenca Star Trek: La nova generació, i el 133è de tota la sèrie. Es va emetre originalment el 30 d'octubre de 1992 en redifusió als Estats Units. "Trapelles" va ser atribuït a Alison Hock a partir d'una història de Ward Botsford, Diana Dru Botsford i Michael Piller, tot i que el guió va ser revisat per diversos escriptors, i Ronald D. Moore va dirigir l'esborrany final. Va marcar el debut com a director d'Adam Nimoy.
Ambientada al segle XXIV, la sèrie segueix les aventures de la tripulació de la nau de la Flota Estel·lar de la Federació Enterprise-D sota el comandament del capità Jean-Luc Picard. En aquest episodi, els cossos del capità Jean-Luc Picard (Patrick Stewart) i tres altres membres de la tripulació es redueixen als de nens de 12 anys en un accident amb el transportador. Quan un grup de pirates ferengi aborda l'Enterprise, els "nens" han de treballar amb el comandant William Riker (Jonathan Frakes) per recuperar la nau mentre s'acostumen a la seva joventut recentment trobada.
"Trapelles" no va ser un episodi popular entre el personal, ja que l'assessor científic Naren Shankar es va burlar de la ciència proposada per al guió. Diversos membres del repartiment convidat havien aparegut en altres papers dins de la sèrie abans: David Tristan Birkin, Mike Gomez, Tracey Walter i Michael Snyder. L'episodi també va marcar l'aparició final a "La nova generació" de Rosalind Chao com a Keiko O'Brien, i l'única aparició a la sèrie de Hana Hatae com a Molly O'Brien, ja que els personatges serien transferits, juntament amb Miles O'Brien interpretat per Colm Meaney a la sèrie derivada "Star Trek: Deep Space Nine". L'episodi va rebre una qualificació Nielsen del 13,5% i una resposta mixta per part de la crítica. L'actuació de Birkin com a Picard i l'escena amb Keiko i Miles O'Brien van ser elogiades, mentre que els ferengi van ser vistos tant en positiu com en negatiu.

## Argument
El capità Jean-Luc Picard, Guinan (Whoopi Goldberg), l'alferes Ro Laren (Michelle Forbes) i Keiko O'Brien (Rosalind Chao) tornen a l'Enterprise des del planeta Marlonia, però un accident amb el transportador els transforma en nens de 12 anys. Tot i que els quatre encara conserven una ment adulta, la tripulació té problemes per prendre'ls seriosament, i Picard (David Tristan Birkin) és convençut per la Dra. Beverly Crusher (Gates McFadden) perquè renunciï temporalment al comandament de la nau. Després de lliurar el comandament de l'"Enterprise" al comandant William Riker, Picard considera renunciar a la seva comissió de la Flota Estel·lar, encara que sigui temporalment, per tal de dedicar-se a altres interessos. Mentrestant, Keiko (Caroline Junko King) està consternada per la reticència del seu marit Miles (Colm Meaney) a estar amb ella i està encara més entristida perquè la seva filla (Hana Hatae) no la reconeix. Mentre que Ro (Megan Parlen) al principi s'enfada després de recordar la seva desagradable infància, un cop l'entusiasme de Guinan (Isis Carmen Jones) la fa estovar, el duo comença a saltar sobre un llit i a dedicar-se a altres activitats infantils.
La Dra. Crusher descobreix com revertir l'envelliment en condicions controlades. Abans que es puguin fer més proves, dues naus de guerra klíngon es descobreixen i ataquen l'"Enterprise". Els pirates ferengi pugen a la nau i en prenen el control, però Riker bloqueja l'ordinador principal. Els ferengi teletransporten la majoria dels adults a bord a un planeta proper i acorralen els nens, inclòs Picard i el seu grup, a les aules a bord. Picard i el seu grup intenten utilitzar els ordinadors de l'aula per recuperar el control de la nau, però ho impedeixen la funcionalitat limitada i la interfície condescendent. Picard es fa passar per fill de Riker i exigeix que els ferengi el portin amb el seu "pare", fent una rebequeria fins que la seva demanda és satisfeta. Demana a Riker que desbloquegi la consola de l'ordinador a l'aula, utilitzant l'estratagema que cap dels jocs d'ordinador funcionarà.
Després que Picard torni a l'aula, el ferengi principal amenaça de fer mal als nens si Riker no desbloqueja l'ordinador i ensenya al seu tinent com operar l'"Enterprise". Riker fingeix instruir l'oficial ferengi, però només diu tecnoxerrameca deliberadament sense sentit mentre desbloqueja la consola de l'ordinador a l'aula de Picard. Amb les funcions de comandament activades, en Picard pot activar una funció de seguretat del transportador. Amb l'ajuda del fill d'en Worf, Alexander Rozhenko (Brian Bonsall), Guinan i en Ro, utilitzen distintius de comunicació per atrapar la majoria dels ferengi en una plataforma de transport amb les armes desactivades i la sortida bloquejada per un camp de força. Un cop la majoria d'ells són detinguts, els nens i Riker aconsegueixen dominar els membres restants i recuperar l'"Enterprise". Després dels esdeveniments, el transportador s'utilitza per retornar en Picard, la Guinan i la Keiko als seus estats adults. Animada per la seva experiència, la Ro decideix seguir sent una nena una mica més per dibuixar alguns quadres, cosa que mai va fer durant la seva infància.

## Repartiment i doblatge al català
La sèrie va ser doblada al català pels estudis Tramontana (primera part) i Soundtrack (segona part) i emesa a TV3 l’any 1991. Els dobladors de l'episodi foren:
| Personatge           | Actor/actriu        | Veu en català            |
| -------------------- | ------------------- | ------------------------ |
| Jean-Luc Picard      | Patrick Stewart     | Joan Crosas              |
| William Riker        | Jonathan Frakes     | Antoni Forteza           |
| Data                 | Brent Spinner       | Joaquim Sota             |
| Geordi La Forge      | LeVar Burton        | Aleix Estadella          |
| Worf                 | Michael Dorn        | Enric Arquimbau          |
| Beverly Crusher      | Gates McFadden      | Aurora Garcia            |
| Deanna Troi          | Marina Sirtis       | Alicia Laorden           |
| Guinan               | Whoopi Goldberg     | Montserrat García Sagués |
| Ro Laren             | Michelle Forbes     | Teresa Manresa           |
| Keiko O'Brien        | Rosalind Chao       | Marta Barbarà            |
| Miles O'Brien        | Colm Meaney         | Miquel Bonet             |
| Alexander Rozhenko   | Brian Bonsall       | Marta Barbarà            |
| Jean Luc Picard jove | David Birkin        | Albert Trifol Segarra    |
| Ro Laren nena        | Megan Parlen        | Teresa Manresa           |
| Keiko nena           | Caroline Junko King | Maria Josep Guasch       |
| Guinan nena          | Isis Carmen Jones   | Vicky Martínez           |
| Daimon Lurin         | Mike Gomez          | Albert Socias            |
| Berik                | Tracey Walter       | Francesc Figuerola       |
| Morta                | Michael Snyder      | Toni Moreno              |

## Producció

### Guió
La idea bàsica darrere de "Trapelles" va ser presentada per Ward Botsford i Diana Dru Botsford als productors Jeri Taylor i Michael Piller durant la quarta temporada. Taylor va recordar més tard que eren els únics membres de l'equip als quals els agradava la idea. Tot i que Alison Hock va rebre el crèdit per la transmissió pel guió televisiu, va passar per diverses revisions, i Ronald D. Moore va dur a terme la reescriptura final. Més tard va explicar que no li agradava la història i que sentia que no havia "esquivat la bala prou ràpid", sinó que va intentar deixar de banda els seus sentiments. Part dels canvis que va fer al guió va ser afegir diversos "moments de personatge" i consultar amb l'assessor científic de la sèrie Naren Shankar sobre el tipus d'escenari que podria convertir els personatges principals en nens. Shankar tampoc va gaudir de la feina a "Trapelles", i la va qualificar de "No va ser un dia feliç" quan van començar les discussions.
Shankar no va donar suport a la idea del guió inicial que hi hagués algun tipus de molècula homonuclear dins de l'ADN en l'etapa de desenvolupament infantil que es pogués revertir. Va descriure el concepte com a "ximple" i va insistir que no s'havia utilitzat. Més tard va explicar que el "problema era que era pràcticament impossible trobar una explicació assenyada i, per tant, vam fer moltes maniobres en aquest episodi". L'ús del terme RVN només es va crear després que el productor executiu Rick Berman demanés alguna cosa similar a l'ADN. Quant al mètode en què els personatges van ser restaurats a l'edat adulta, va dir: "Ni tan sols en parlem. Oblidem-nos que això mai va passar". Taylor va dir més tard que els canvis de Moore van fer que "funcionés".
També hi va haver cert desacord entre el personal sobre qui havia de ser l'enemic a "Trapelles". Piller va ser qui va suggerir els ferengis a causa de la naturalesa còmica dels extraterrestres, que anteriorment s'havia representat. Havia descartat l'ús dels cardassians o dels romulans, ja que considerava que eren massa letals per enfrontar-los a nens. Taylor no estava convençuda de la idea d'utilitzar els ferengis, i la va qualificar de "grossa per empassar-se", ja que suggeria que cinc d'ells podrien prendre el control de l'"Enterprise" sols. Va dir que Piller "probablement tenia raó" en la seva decisió.

### Direcció i càsting
"Trapelles" va ser el debut com a director d'Adam Nimoy, fill de l'actor de Star Trek: La sèrie original Leonard Nimoy, que interpretava Spock. Anteriorment s'havia format com a advocat, però va decidir buscar una feina en el món de l'entreteniment. Va ajudar el director Nicholas Meyer a la pel·lícula Star Trek VI: The Undiscovered Country (1991) i després va observar els directors de La nova generació durant la cinquena temporada de la sèrie. El seu treball a "Rascals" va ser elogiat pel productor executiu Rick Berman, dient que Francis Ford Coppola hauria trobat un repte dirigir quatre actors infantils. Més tard en la temporada, Nimoy va tornar a dirigir "Fuita de temps".
Nimoy va qualificar Megan Parlen de "fenomenal" en el seu paper com la jove Ro, i la va comparar amb Christina Ricci. Taylor també va elogiar Parlen, qualificant-la de "fantàstica" en el paper. A causa de l'expectativa que Forbes no tornaria al paper de Ro després de "Trapelles", Taylor va suggerir en un moment mantindre el personatge de nena, ja que el seu retorn a l'edat adulta no es va veure a la pantalla. Ho va suggerir a Piller i Berman, però va dir que semblaven com si el que havia dit fos "absolutament una bogeria". Taylor va dir que continuava sent una bona idea, ja que considerava que només a "Star Trek" es podia transformar un personatge en el cos d'una nena i, tot i així, pilotar la nau. "Rascals" va ser l'única aparició de Forbes durant la sisena temporada, però més tard va tornar per al penúltim episodi de la sèrie, "Atac amb dret de prioritat".
Cadascun dels actors ferengi havia interpretat anteriorment membres de la raça alienígena a la sèrie. Mike Gomez i Tracey Walter, que van interpretar Lurin i Berik respectivament a "Trapelles", havien aparegut a "L'últim destacament", mentre que l'actor de Morta, Michael Snyder, havia aparegut a "La parella perfecta". "Trapelles" també va marcar l'aparició final de Meaney i Chao com els O'Brien, abans de passar a Star Trek: Deep Space Nine. Meaney va tornar més tard per a l'episodi final de La nova generació, "Totes les coses bones...", en una seqüència ambientada abans del pilot Trobada a Farpoint. "Trapelles" també va veure l'única aparició de Hatae a La nova generació, tot i que tornaria a aparèixer al llarg de Deep Space Nine en aquest paper.
Nimoy estava preocupat per les veus dels actors infantils en comparació amb les dels adults, i descrivia l'elecció del paper de Picard com a "dura". Birkin va ser escollit per a aquest paper; anteriorment havia interpretat el nebot de Picard, René, a l'episodi de "La nova generació" "Família". Isis Carmen Jones va interpretar la versió més jove de Guinan; l'actriu també havia interpretat la versió jove del personatge de Goldberg a la pel·lícula Sister Act (1992). Tanmateix, a causa de les diferències en les veus de les dues actrius, Jones va ser doblada a "Trapelles". Guinan només s'havia afegit al guió després que Goldberg acceptés aparèixer a l'episodi a petició de Nimoy.

## Recepció

### Emissió
"Trapelles" es va estrenar originalment en redifusió el 30 d'octubre de 1992. Va rebre índexs d'audiència Nielsen del 13,5%, cosa que el va situar en segon lloc en la seva franja horària. Això va formar part d'una disminució general de les audiències durant la primera part de la sisena temporada; l'episodi precedent, "Q de veritat", va rebre unes audiències del 13,7%. L'episodi emès després de "Trapelles", "Un grapat de Dates", va rebre una qualificació del 13,4%.

### Recepció de la crítica
Al seu llibre The Unauthorized Trek: The Complete Next Generation (1995), James Van Hise i Hal Schuster van dir que l'episodi no era tan divertit com es va pensar que era, i que l'èxit del Picard i els altres nens va fer que els membres adults de la tripulació semblessin "ineficaços". Mark Jones i Lance Parkin, al seu llibre Beyond the Final Frontier: An Unauthorised Review of Star Trek (2003), van elogiar els actors infantils que es veuen a "Trapelles", en particular el treball de Birkin. També van afegir que l'escena entre Miles i Keiko va ser un dels punts culminants de l'episodi, a causa de la incomoditat retratada.
Zack Handlen va donar a l'episodi una qualificació de "B−" a la seva crítica de The A.V. Club. Va elogiar Birkin, però va criticar Jones, dient que "va pronunciar cada línia com si busqués obtenir notes altes a Enunciation and Condescension 101". Handlen va dir que l'escena de Miles/Keiko era "dramàticament interessant", i que la part de l'episodi amb els ferengi era "una bona mini-pel·lícula d'acció que ajuda a recuperar una hora generalment sospitosa". No obstant això, la va considerar exagerada, ja que semblava desconnectada de la part de l'episodi anterior.
Keith DeCandido va fer una ressenya de l'episodi per a Tor.com, donant-li una puntuació de dos sobre deu. Va dir que s'assemblava a l'episodi de Star Trek: La sèrie animada "The Counter-Clock Incident", i que el primer acte de "Trapelles" era convincent. Tanmateix, va dir: "És difícil expressar amb paraules com d'espantosament estúpid es torna tot l'episodi des del moment en què les aus de presa es desclouen fins al final". Va criticar la capacitat dels ferengi per prendre el control de l'"Enterprise", qualificant-los d'"espectacularment idiotes" amb el pla de Picard que requeria que fossin "més ximples que una caixa de martells". Va dir que l'única raó per la qual l'episodi va rebre una puntuació de dos va ser per l'efectivitat de l'escena amb Miles i Keiko. Assenyalen que, com que Ro Laren no va aparèixer durant una altra temporada, es va especular que aquest personatge havia quedat com un nena; tanmateix, l'arc argumental del personatge a la sèrie va concloure amb "Atac amb dret de prioritat" al final de la setena temporada.
El 2016, SyFy va incloure aquest episodi en un grup d'episodis de la franquícia Star Trek que consideraven que no eren gaire apreciats però que "mereixien una segona oportunitat".
El 2019, Screen Rant va classificar "Trapelles" com el segon episodi més divertit de Star Trek: La nova generació.

## Llançament en mitjans domèstics
"Trapelles" es va estrenar als Estats Units en una cinta VHS de dos episodis el 1995, juntament amb "Q de veritat". L'episodi es va publicar com a part de la caixa de la sisena temporada de Star Trek: la nova generació DVD als Estats Units el 3 de desembre de 2002. El llançament més recent va ser en disc Blu-ray el 24 de juny de 2014.